# Sur des musiques noires
Singles de Thierry Pastor
Magic Music Équateur
Clip vidéo
[vidéo] « Thierry Pastor - Sur des musiques noires », sur YouTube
Sur des musiques noires est une chanson d'amour synthpop française, composée par Marc Strawzynski, et écrite par Thierry Pastor, qui l'enregistre en single en 1985, un des tubes de l'été de sa carrière et des années 1980.

## Histoire
Thierry Pastor écrit et enregistre ce tube d'été et slow emblématique de night club des années 1980 sur le thème de ses souvenirs enflammés et nostalgiques d'une relation amoureuse adolescente de vacances d'été, des années qu'il n’oubliera jamais, sur fond de synthétiseur, de saxophone, et des tubes qu'il a aimé des années 1970 et années 1980, dont ceux de Stevie Wonder, Donna Summer, Tina Turner, Jimi Hendrix, Billy Preston, The Temptations, Janis Joplin, Lionel Richie, The Jackson Five, Otis Redding, Joe Cocker, Mick Jagger « Sur des musiques noires, nous on a commencé notre histoire, sur un air de Marvin Gaye, je lui ai dit que je l'aimais, sur des musiques noires, elle est devenue comme un miroir, le temps n'est jamais le même, quand j'écoute les musiques que j'aime, Otis Redding, Joe Cocker, et Mick Jagger, les yeux fermés, on les écoutait, Stevie Wonder, Donna Summer, Tina Turner, ont fait de nos vies, un conte de fées... »,.

## Reprises
Ce tube est réédité dans de nombreuses compilations de tubes des années 1980.  

## Classement
| Classement (1985) | Meilleure place |
| ----------------- | --------------- |
| France (SNEP)     | 12              |